# تامی بورلسون
تامی بورلسون (انگلیسی: Tom Loren Burleson؛ زاده ۲۴ فوریهٔ ۱۹۵۲) یک بازیکن بسکتبال در پست سنتر اهل ایالات متحده آمریکا است.
از باشگاه‌هایی که در آن بازی کرده‌است می‌توان به آتلانتا هاوکس اشاره کرد.
وی در مسابقات کشوری و بین‌المللی در مجموع برندهٔ ۱ مدال نقره شده‌است.